# 西宮市立西宮浜小学校
西宮市立西宮浜小学校（にしのみやしりつ にしのみやはましょうがっこう）は、かつて兵庫県西宮市西宮浜に所在した公立小学校。
校舎は2020年4月1日より西宮市立総合教育センター付属西宮浜義務教育学校・西校舎として使用されている。

## 沿革
- 1998年（平成10年）[1]
  - 4月1日 - 開校。
  - 5月29日 - 西宮浜中学校と合同開校記念式典を挙行。校章制定。
- 2020年（令和2年）
  - 3月31日 - 閉校。

## 通学区域
- 西宮浜1～4丁目[2]

※卒業後は西宮市立西宮浜中学校に進学。